# Almeida (família)

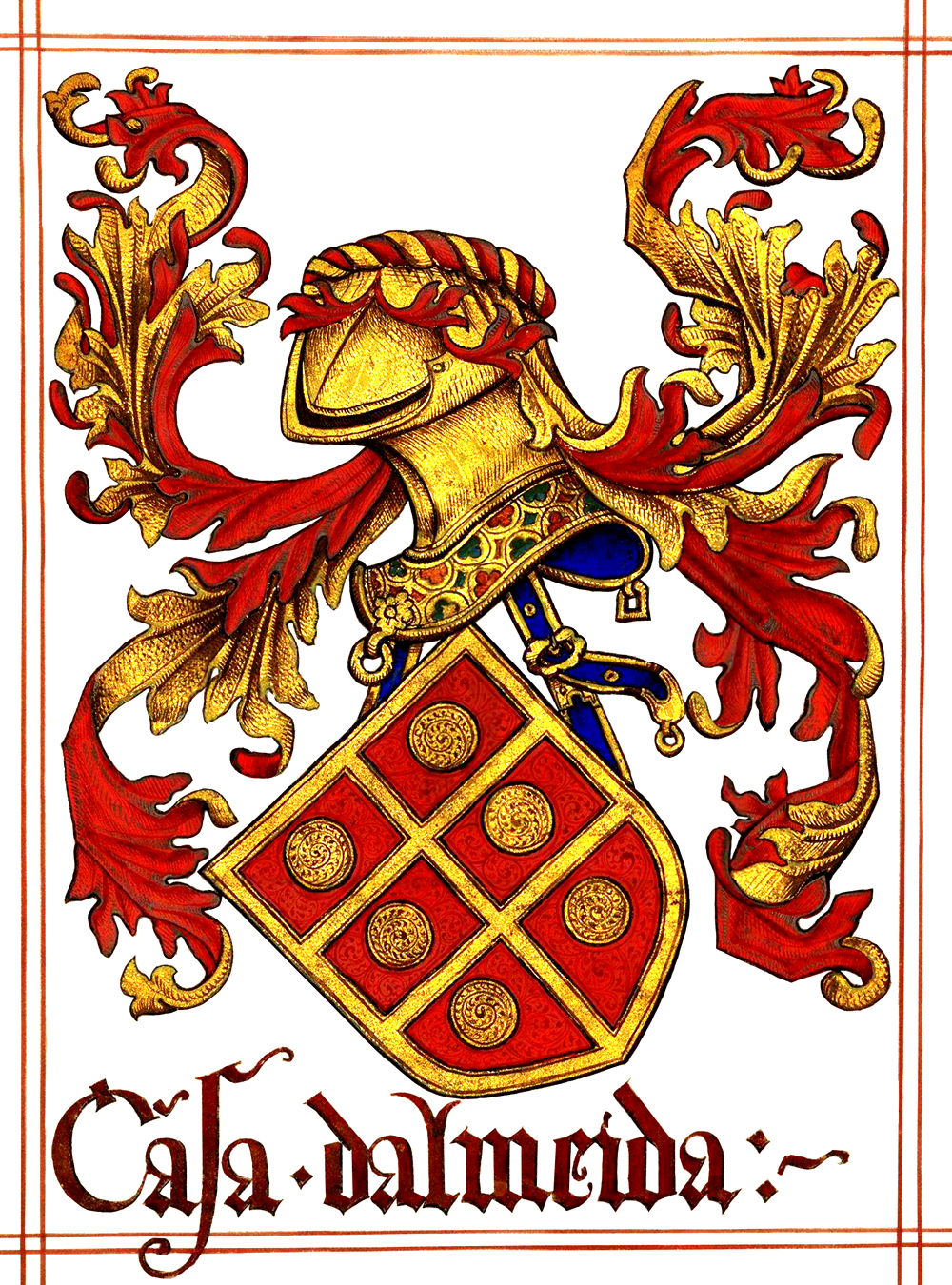
Livro do Armeiro-Mor, 1509

Almeida (por vezes Almeyda em português arcaico) é um apelido de família comum nos países de língua oficial portuguesa, nomeadamente em Portugal e no Brasil. 

O genealogista português Manuel José da Costa Felgueiras Gaio em seu Nobiliário de Famílias de Portugal, dá a origem dos Almeida em Dom Palayo Amado   fidalgo, que casou-se com D. Moninha Guterres, Dama da Rainha D. Teresa, com quem teve um filho chamado Soeiro Pais Amado. 
Soeiro Pais Amado casou-se com D. Justa Pais, filha de Paio Guterres da Silva alcaide-mor, e tiveram um filho, Paio Guterres Amado.
Dom Payo Guterres Amado foi o responsável por derrotar os Mouros tomando o Castelo de Almeida de Riba Coa (Ribacôa), sendo ele conhecido como Almeidão por este feito, recebendo do Rei Dom Sancho I o título de Senhor do Castelo de Almeida. Dom Paio Guterres Amado legou o Castelo aos seus descendentes que tomaram o nome Almeida como sobrenome de família.
O primeiro membro da família a receber o sobrenome Almeida foi Pedro Paes de Almeida, filho de Paio Guterres Amado.
Por este motivo, Almeida é um nome de origem toponímica, ou seja, sua origem indica um local

## Brasão de armas
De gules, com uma dobre-cruz acompanhada de seis besantes, tudo de jalde; e bordadura do mesmo. Timbre: uma águia estendida de Sable, carregada de nove besantes de jalde, três no peito e três em cada asa.
O brasão de armas da família Almeida, aqui incluído, faz referência à riqueza (ouro) e ao poder (vermelho).